# دیلی ناکس
آلفرد دیلوین "دیلی" ناکس (به انگلیسی: Alfred Dillwyn "Dilly" Knox) (۲۳ ژوئیه ۱۸۸۴–۲۷ فوریه ۱۹۴۳) دانشمند، رمزشکن و یک پاپیروس‌شناس انگلیسی در کالج کینگ، کمبریج بود. او به‌عنوان عضوی از اتاق ۴۰ (Room 40) به رمزگشایی تلگرام زیمرمن پرداخت که به ورود ایالات متحده به جنگ جهانی اول، کمک کرد. ناکس، پز از پایان جنگ به ستاد ارتباطات دولت ملحق شد.

## یادداشت
1. ↑  (Gannon 2011)
2. ↑  (Batey 2011)